# Gabinete Tirard I
O Gabinete Tirard I foi o ministério formado por Pierre Tirard em 12 de dezembro de 1887 e dissolvido em 01 de abril de 1888. Foi o 25º gabinete da Terceira República Francesa, sendo antecedido pelo Gabinete Rouvier I e sucedido pelo Gabinete Floquet.

## Contexto
Pierre Tirard, amigo pessoal do Presidente da República, Sadi Carnot, formou um governo com uma maioria moderada (ou oportunista). O gabinete tem a distinção de ter entre seus membros três futuros presidentes da França, Armand Fallières, Émile Loubet e Félix Faure. Este novo governo não tinha o apoio da Extrema Esquerda e da maioria da Esquerda Radical. O discurso inaugural de Tirard foi bastante fraco, concentrando-se em medidas econômicas. Os radicais decidiram não derrubar o ministério imediatamente, mas o governo não recebeu nenhum voto de confiança, sendo visto inicialmente como uma transição para um governo mais estável e forte. Foi somente graças às ações de René Goblet que o gabinete obteve a aprovação perante os deputados. Em fevereiro, Félix Faure renunciou após falhar na tentativa de obter créditos para a intervenção francesa em Tonquim.
Após as eleições suplementares daquele mês, o general Georges Boulanger, afastado do governo, obteve uma votação substancial em três departamentos, o que alarmou o governo e deu sobrevida ao boulangismo. Em março, o Ministério da Guerra levou Boulanger perante um conselho de inquérito, que concluiu que o militar era culpado por má conduta grave, sendo expulso do Exército francês. No final daquele mês, o orçamento estava quase completo e os parlamentares sentiram que o governo havia feito o que era esperado dele.
Em 1º de abril de 1888, o gabinete propôs uma revisão constitucional à Assembleia Nacional Francesa, que, no entanto, recusou a nomeação imediata de uma comissão para avaliar a proposta. Tirard, então, apresentou a demissão do gabinete ao Presidente da República. Sadi Carnot pediu a Émile Loubet, Louis Ricard e Maurice Rouvier que assumissem o governo, o que foi recusado pelos três, voltando-se então para Charles Floquet, que aceitou o cargo. A nova coalizão é predominantemente radical, com certas garantias para os moderados, que esperavam desgastar rapidamente o novo governo para retomar o poder.

## Composição
- Presidente da República: Sadi Carnot
- Presidente do Conselho de Ministros: Pierre Tirard
- Ministro dos Estrangeiros: Émile Flourens
- Ministro da Justiça: Armand Fallières
- Ministro do Interior: Ferdinand Sarrien
- Ministro da Guerra: François Logerot
- Ministro das Finanças: Pierre Tirard
- Ministro da Marinha e Colônias: François de Mahy (1887-1888); Jules François Émile Krantz (1888)
- Ministro da Instrução Pública, Belas Artes e Cultos: Léopold Faye
- Ministro das Obras Públicas: Émile Loubet
- Ministro da Agricultura: Jules Viette
- Ministro do Comércio e Indústria: Lucien Dautresme